# 보충 경계

두 다양체, 사이의 보충 경계

미분위상수학에서 보충 경계(補充境界, 영어: cobordism 코보디즘[*])는 두 개의 다양체 사이를 잇는, 이들을 경계로 하는 다양체이다.

## 정의
두 콤팩트 {\displaystyle n}차원 (경계 없는) 매끄러운 다양체 {\displaystyle M}, {\displaystyle N} 사이의 보충 경계(補充境界, 영어: cobordism) {\displaystyle (W,i,j)}는 다음과 같은 데이터로 구성된다.
- {\displaystyle W}는 경계를 가진 {\displaystyle n+1}차원 콤팩트 매끄러운 다양체이다.
- {\displaystyle i\colon M\hookrightarrow W} 및 {\displaystyle j\colon N\hookrightarrow W}는 매끄러운 매장이다.

이들은 다음 두 조건을 만족시켜야 한다.
- {\displaystyle i(M)\cap i(N)=\varnothing }이다.
- {\displaystyle \partial W=i(M)\cup i(N)}. 여기서 {\displaystyle \partial W}는 (경계를 가진 다양체의) 경계이다.

두 콤팩트 매끄러운 다양체 사이에 보충 경계가 존재한다면, 두 매끄러운 다양체가 서로 보충 경계적(補充境界的,영어: cobordant)이라고 한다. 주어진 다양체와 보충 경계적인 모든 콤팩트 매끄러운 다양체들의 집합을 보충 경계류(영어: cobordism class)라고 한다. 공집합 {\displaystyle \varnothing }과 보충 경계적인 다양체를 공보충 경계적(空補充境界的, 영어: null-cobordant)이라고 한다.
보충 경계의 정의에서, {\displaystyle W}가 콤팩트 공간이라는 조건을 가하는 이유는, 그렇지 않으면 모든 다양체 {\displaystyle M}은 {\displaystyle M\times \mathbb {[} 0,1)}을 통해 공보충 경계적이 되어 다양체의 보충 경계류에 대한 분류가 자명해지기 때문이다. 또한, {\displaystyle W}가 연결 공간일 필요는 없다. 그렇지 않다면, 공보충 경계의 합성이 불가능해지기 때문이다.

## 성질
보충 경계 동치 관계는 오일러 지표의 홀짝성을 보존한다. 즉, 두 콤팩트 매끄러운 다양체 {\displaystyle M}, {\displaystyle N}이 보충 경계적이라면, 다음이 성립한다.
{\displaystyle \chi (M)\equiv \chi (N){\pmod {2}}}
주어진 차원 {\displaystyle n}의 보충 경계류들은 분리합집합에 대하여 가환 모노이드를 이룬다. (이 경우, 항등원은 공집합이다.) 이는 사실 아벨 군임을 보일 수 있다. 이를 보충 경계군(補充境界群, 영어: cobordism group)이라고 하고, {\displaystyle {\mathfrak {N}}_{n}}으로 표기한다.
모든 차원의 보충 경계군들의 직합
{\displaystyle {\mathfrak {N}}=\bigoplus _{n=0}^{\infty }{\mathfrak {N}}_{n}}
위에는 곱공간 연산을 통해 곱을 정의할 수 있다. 이에 따라 {\displaystyle {\mathfrak {N}}}은 자연수 등급환을 이루며, 이를 보충 경계환(補充境界環, 영어: cobordism ring)이라고 한다. 보충 경계환에서의 곱셈 단위원은 한원소 공간 {\displaystyle \{\bullet \}}이다.

### 보충 경계성의 필요충분조건
{\displaystyle n}차원의 두 콤팩트 매끄러운 다양체 {\displaystyle M}, {\displaystyle N}에 대하여, 다음 두 조건이 서로 동치이다.
- {\displaystyle M}과 {\displaystyle N}은 보충 경계적이다.
- {\displaystyle M}과 {\displaystyle N}의 모든 슈티펠-휘트니 수가 같다. 즉, {\displaystyle n}의 임의의 자연수 분할 {\displaystyle n=n_{1}+n_{2}+\cdots +n_{k}}에 대하여, 다음이 성립한다.
{\displaystyle \int _{M}w_{n_{1}}(M)\smile \cdots \smile w_{n_{k}}(M)=\int _{N}w_{n_{1}}(N)\smile \cdots \smile w_{n_{k}}(N)\in \mathbb {F} _{2}}

여기서 {\displaystyle w_{i}(M)\in H^{i}(M;\mathbb {F} _{2})}는 {\displaystyle i}번째 슈티펠-휘트니 특성류이다.

### 톰 스펙트럼
호모토피 이론을 통해, 톰 스펙트럼이라는 스펙트럼 {\displaystyle \operatorname {MO} }를 정의할 수 있으며, 그 호모토피 군은 보충 경계군과 동형임을 보일 수 있다.
{\displaystyle \pi _{k}(\operatorname {MO} )\cong {\mathfrak {N}}_{k}}
톰 스펙트럼은 구체적으로 다음과 같이 정의된다. 우선, 보편 벡터 다발, 즉 직교군 {\displaystyle \operatorname {O} (n)}의 분류 공간 {\displaystyle \operatorname {EO} (n)\twoheadrightarrow \operatorname {BO} (n)}의 연관 다발 {\displaystyle \gamma ^{n}\twoheadrightarrow \operatorname {BO} (n)}을 생각하자. 보편 벡터 다발의 톰 공간을 다음과 같이 표기하자.
{\displaystyle \operatorname {MO} (n)=\operatorname {Thom} (\gamma ^{n})}
그렇다면, 톰 스펙트럼은 {\displaystyle \operatorname {MO} (n)}들로 구성된다.

## 구성
보충 경계는 수술 또는 모스 이론을 통하여 구성할 수 있다.

### 수술

원에 수술을 가하면 하나의 원 또는 두 개의 원으로 만들 수 있다.

{\displaystyle p+q}차원 다양체 {\displaystyle M} 속에 매장
{\displaystyle \phi \colon \mathbb {S} ^{p}\times \mathbb {D} ^{q}\hookrightarrow M}
이 주어졌다고 하자. 그렇다면,
{\displaystyle \partial (\mathbb {S} ^{p}\times \mathbb {D} ^{q})=\mathbb {S} ^{p}\times \mathbb {S} ^{q-1}=\partial (\mathbb {D} ^{p+1}\times \mathbb {S} ^{q-1})}
이므로, {\displaystyle \phi }의 상을 도려내고, 대신 그 구멍을 {\displaystyle (\mathbb {D} ^{p+1}\times \mathbb {S} ^{q-1})}로 채울 수 있다. 이와 같은 과정을 {\displaystyle p}-수술(手術, 영어: surgery)이라고 한다. 수술을 하여 얻는 다양체를
{\displaystyle N=\left(M\setminus \operatorname {int} \phi (\mathbb {D} ^{p+1}\times \mathbb {S} ^{q-1}\right)\cup _{\phi |_{\mathbb {S} ^{p}\times \mathbb {S} ^{q}}}\mathbb {D} ^{p+1}\times \mathbb {S} ^{q-1}}
라고 하자.
이와 같은 수술의 자취(영어: trace)는 다음과 같다.
{\displaystyle W=(M\times [0,1])\cup _{\mathbb {S} ^{p}\times \mathbb {D} ^{q}\times \{1\}}(\mathbf {D} ^{p+1}\times \mathbf {D} ^{q})}
이는 {\displaystyle M}과 {\displaystyle N} 사이의 보충 경계를 정의한다. 이와 같이, 수술의 자취로 얻어지는 보충 경계를 기본 보충 경계(基本補充境界, 영어: elementary cobordism)라고 한다. 모든 보충 경계는 기본 보충 경계들의 합성으로 얻어진다. (이는 마스턴 모스 · 르네 톰 · 존 밀너가 증명하였다.)

### 모스 함수
{\displaystyle n+1}차원 다양체 {\displaystyle X} 위의 모스 함수
{\displaystyle f\colon X\to \mathbb {R} }
의 임계점 {\displaystyle x\in M}이 주어졌으며, 다른 모든 임계점 {\displaystyle x'}에 대하여 {\displaystyle c=f(x)\neq f(x')}라고 하자. 또한, {\displaystyle x}의 임계점의 모스 지표가 {\displaystyle p+1}라고 하자., 충분히 작은 {\displaystyle \epsilon }에 대하여
{\displaystyle M_{\pm }=f^{-1}(c\pm \epsilon )}
를 정의할 수 있으며, 이 경우 {\displaystyle M_{+}}는 {\displaystyle M_{-}}에 대하여 {\displaystyle p}-수술을 가하여 얻어진다. 이 경우
{\displaystyle W=f^{-1}([c-\epsilon ,c+\epsilon ])}
은 {\displaystyle M_{+}}와 {\displaystyle M_{-}} 사이의 보충 경계를 이룬다.

## 예

### 연결합과 분리합집합

두 개의 원의 분리합집합 은 한 개의 원 과 보충 경계적이다.

임의의 두 {\displaystyle n}차원 콤팩트 매끄러운 다양체 {\displaystyle M}, {\displaystyle N}이 주어졌다고 하자. 그렇다면, 그 연결합 {\displaystyle M\#N}과 분리합집합 {\displaystyle M\sqcup N}은 서로 보충 경계적이다. 이는 다음과 같이 수술로 구성할 수 있다.
1. {\displaystyle M\sqcup N} 속에 {\displaystyle \mathbb {S} ^{0}\times \mathbb {D} ^{n}}을 매장한다.
2. {\displaystyle \mathbb {S} ^{0}\times \mathbb {D} ^{n}}을 도려내고 {\displaystyle \mathbb {D} ^{1}\times \mathbb {S} ^{n-1}}을 붙인다. 그렇다면, 수술 결과는 연결합 {\displaystyle M\#N}이 된다.

이 수술의 특수한 예로, 두 개의 초구의 분리합집합 {\displaystyle \mathbb {S} ^{n}\sqcup \mathbb {S} ^{n}}은 한 개의 초구 {\displaystyle \mathbb {S} ^{n}\cong \mathbb {S} ^{n}\#\mathbb {S} ^{n}}과 보충 경계적이다. 이러한 보충 경계를 대체로 바지(영어: pair of pants)라고 한다.  (즉, 한 개의 초구인 쪽은 "허리", 두 개의 초구인 쪽은 "다리"가 된다.)

### 같은 두 다양체의 분리합집합
임의의 콤팩트 매끄러운 다양체 {\displaystyle M}에 대하여, {\displaystyle M\times M}은 항상 공보충 경계적이다. 구체적으로, 구간과의 곱 {\displaystyle M\times [0,1]}은 {\displaystyle M\times M}과 공집합 사이의 보충 경계를 정의한다. 또한, {\displaystyle M\#M} 역시 공보충 경계적임을 알 수 있다.
특히, 초구 {\displaystyle \mathbb {S} ^{n}\cong \mathbb {S} ^{n}\#\mathbb {S} ^{n}}는 공보충 경계적이다. 구체적으로, {\displaystyle \mathbb {S} ^{n}=\partial \mathbb {D} ^{n+1}}이 된다 ({\displaystyle \mathbb {D} ^{n+1}}은 {\displaystyle n+1}차원 공).

### 낮은 차원의 보충 경계류
분리합집합은 연결합과 보충 경계적이므로, 콤팩트 곡면의 보충 경계 분류는 연결 콤팩트 곡면만의 분류로 족하다.

#### 0차원
0차원 연결 콤팩트 다양체는 한원소 공간밖에 없다. 이 밖에, 공집합은 0차원 초구 {\displaystyle \mathbb {S} ^{0}=\{\bullet \}^{\sqcup 2}}와 보충 경계적이다. 그러나 공집합의 오일러 지표는 0이지만 한원소 공간의 오일러 지표는 1이므로, 이 둘은 서로 보충 경계적이지 않다. 즉, 0차원 보충 경계군은 2차 순환군이다.
{\displaystyle {\mathfrak {N}}_{0}\cong \operatorname {Cyc} (2)}

#### 1차원
1차원 연결 콤팩트 다양체는 원밖에 없다. 이들은 모두 서로 보충 경계적이다. 즉, 구멍이 {\displaystyle p+q}개 뚫린 구는 {\displaystyle (\mathbb {S} ^{1})^{\sqcup p}}와 {\displaystyle (\mathbb {S} ^{1})^{\sqcup q}} 사이의 보충 경계를 정의한다. 따라서, 1차원에서는 하나의 보충 경계류가 존재하며, 보충 경계군은 자명하다.
{\displaystyle {\mathfrak {N}}_{1}\cong 0}

#### 2차원

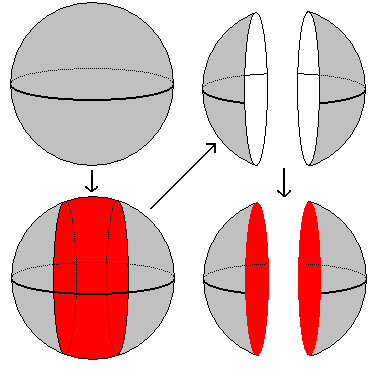
구에 1-수술을 가하면, 두 개의 구의 분리합집합을 얻는다.

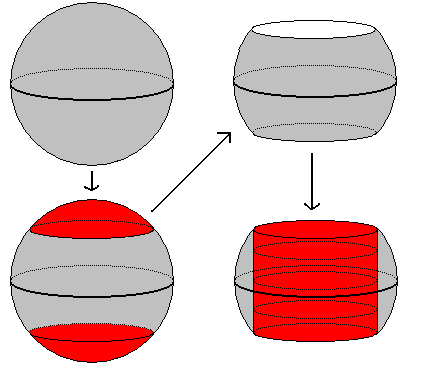
구에 0-수술을 가하면, 수술의 방향에 따라 원환면 또는 클라인 병을 얻는다. 이 그림에서는 원환면을 얻는 경우를 제시하였다. (클라인 병의 경우, 마지막 그림에서 붉은 띠가 원기둥 대신 뫼비우스 띠를 이룬다.)

2차원 연결 콤팩트 곡면은 표준적으로 {\displaystyle p}개의 원환면과 2개 이하의 사영 평면의 연결합으로 나타낼 수 있다. 구 {\displaystyle \mathbb {S} ^{2}}에 0-수술을 가하면 (즉, {\displaystyle \mathbb {S} ^{0}\times \mathbb {D} ^{2}}를 도려내고 {\displaystyle \mathbb {S} ^{1}\times \mathbb {S} ^{1}=\mathbb {T} ^{2}}를 붙이면) 수술 방법에 따라 원환면 또는 클라인 병 {\displaystyle \mathbb {P} ^{2}\#\mathbb {P} ^{2}}을 얻는다. 보다 일반적으로, 이를 통해 다음과 같은 보충 경계를 얻을 수 있다.
{\displaystyle (\mathbb {T} ^{2})^{\#p}\#(\mathbb {P} ^{2})^{\#q}\to (\mathbb {T} ^{2})^{\#p+1}\#(\mathbb {P} ^{2})^{\#q}}
{\displaystyle (\mathbb {T} ^{2})^{\#p}\#(\mathbb {P} ^{2})^{\#q}\to (\mathbb {T} ^{2})^{\#p}\#(\mathbb {P} ^{2})^{\#q+2}}
따라서, 모든 콤팩트 매끄러운 곡면은 구 {\displaystyle \mathbb {S} ^{2}} 또는 사영 평면 {\displaystyle \mathbb {P} ^{2}}과 보충 경계적임을 알 수 있다. 그러나 구와 사영 평면 사이에는 보충 경계가 존재하지 않는데, 이는 구의 오일러 지표는 짝수이지만 사영 평면의 오일러 지표는 홀수이기 때문이다. 즉, 2차원에서 보충 경계류는 오일러 지표의 홀짝성에 의하여 완전히 분류되며, 2차원 보충 경계군은 2차 순환군이다.
{\displaystyle {\mathfrak {N}}_{1}\cong \operatorname {Cyc} (2)}
모든 콤팩트 리만 곡면을 3차원 콤팩트 다양체의 경계로 나타낼 수 있다는 사실은 베스-추미노-위튼 모형에서 중요한 역할을 한다.

#### 3차원 이상
3차원~5차원의 보충 경계군은 다음과 같다.
{\displaystyle {\mathfrak {N}}_{3}\cong 0}
{\displaystyle {\mathfrak {N}}_{4}\cong \operatorname {Cyc} (2)\oplus \operatorname {Cyc} (2)}
{\displaystyle {\mathfrak {N}}_{5}\cong \operatorname {Cyc} (2)}
다시 말해, 모든 3차원 경계 없는 콤팩트 매끄러운 다양체는 4차원 경계 있는 콤팩트 매끄러운 다양체의 경계로 나타낼 수 있다.

## 역사
보충 경계 이론은 앙리 푸앵카레가 1895년에 호몰로지를 해석적 구조를 사용하지 않고 부분 다양체만으로 정의하려는 시도에서 출발하였다. 푸앵카레는 호몰로지와 보충 경계를 둘 다 정의했지만, 이 둘은 일반적으로 서로 다르다.:289 이에 대하여 장 디외도네는 다음과 같이 적었다.
| “ | 보충 경계는 푸앵카레가 1895년에 호몰로지를 다양체만으로 정의하려는 실패한 시도를 부활시킨 것이다. 여전히 매끄러운 경계 있는 다양체의 경계로 나타낼 수 있는 (경계 없는) 매끄러운 다양체는 "무시할 수 있다"고 여긴다. 그러나 푸앵카레의 실패작과의 중요한 차이는 다양체의 "합"을 분리합집합으로 정의한 것이다. Cobordism appeared as a revival of Poincaré’s unsuccessful 1895 attempts to define homology using only manifolds. Smooth manifolds (without boundary) are again considered as “negligible” when they are boundaries of smooth manifolds-with-boundary. But there is a big difference, which keeps definition of “addition” of manifolds from running into the difficulties encountered by Poincaré; it is now the disjoint union. | ” |
|   | — :289 |   |

이후 레프 폰트랴긴이 보충 경계를 호몰로지와 다른 독자적인 대수적 위상수학적 불변량으로 재도입하있다. 르네 톰은 보충 경계군을 호모토피 이론으로 계산하였다. 이에 대하여 장 디외도네는 다음과 같이 적었다.
| “ | 이 아이디어[보충 경계]는 그리 심오한 것은 아니지만, 르네 톰은 이를 매우 독창적으로 사용하였다. 반세기 동안 발전한 대수적 위상수학의 모든 기법들을 총동원하여, 톰은 등급환 {\displaystyle {\mathfrak {N}}} [보충 경계환]의 구조를 계산할 수 있었다 […]. This idea is not very deep, but R. Thom used it with a remarkable originality; mustering all the resources algebraic topology had accumulated in a half century, he was able to determine the structure of the graded ring {\displaystyle {\mathfrak {N}}} […]. | ” |
|   | — :289 |   |

이에 따라, 보충 경계 이론이 에일렌베르크-스틴로드 공리에 부합하는 특수 코호몰로지 이론을 이룸이 밝혀졌다. 보충 경계 이론은 이후 히르체브루흐-리만-로흐 정리의 증명과 아티야-싱어 지표 정리의 증명에 사용되어, 대수기하학과 해석학에 응용되게 되었다.
1980년대에 그레임 시걸과 마이클 아티야는 위상 양자장론을 보충 경계 이론을 통해 재정의하였다.

## 같이 보기
- h-보충 경계
- 모스 이론
- 위상 양자장론